# Renata Zarazúa
Renata Zarazúa Ruckstuhl n. 30 septembrie 1997, Ciudad de México, Mexic) este o jucătoare de tenis mexicană. Cea mai bună clasare a sa la simplu este locul 51 mondial, în noiembrie 2024, iar la dublu locul 67 mondial, în februarie 2025.
Ea deține un titlu la simplu și unul la dublu în circuitul WTA Challenger. În circuitul ITF, a câștigat patru titluri la simplu și șaptesprezece la dublu. În circuitul WTA, cel mai mare rezultat al ei de până acum a fost atingerea semifinalelor la Mexic Open din 2020. În 2020, ea s-a calificat pe tabloul principal la French Open, la debutul său la un turneu major. A fost prima jucătoare de tenis mexicană care a participat pe tabloul principal al unui campionat de Grand Slam din 2000 încoace.